# 30Minutes Night Flight
Yūnagi Loop (夕凪Loop?, Pacifico Loop serale) è il quinto album studio della cantante giapponese Maaya Sakamoto, pubblicato il 26 ottobre 2005 dalla Victor Entertainment. La prima tiratura del disco è stata pubblicata con allegato un CD-ROM contenente i video musicali di Loop e Honey Come.

## Tracce
1. 30Minutes Night Flight – 5:55
2. Dreaming (ドリーミング?) – 4:01
3. Kioku: There's No End (記憶: There's No End, Memories-: There's No End?) – 4:25
4. Boku-tachi ga Koi wo Suru Riyū (僕たちが恋をする理由, The Reason Why We Fell in Love?) – 5:34
5. Setsuna (セツナ, Moment?) – 4:23
6. Universe (ユニバース?) – 4:31
7. 30Minutes Night Flight: Sound of a New Day – 1:09

## Classifiche
| Classifica           | Posizione massima |
| -------------------- | ----------------- |
| Oricon Weekly Albums | 12                |